# Radu Theodorescu

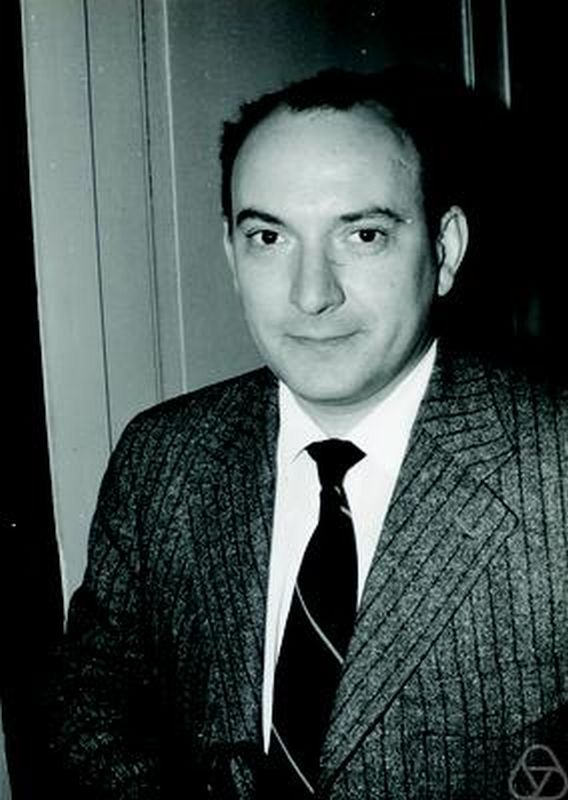
Radu Theodorescu 1971

Radu Theodorescu (* 12. April 1933 in Bukarest; † 14. August 2007) war ein rumänisch-kanadischer Mathematiker, der sich mit mathematischer Statistik und Wahrscheinlichkeitstheorie befasste.
Sein Vater Dan Theodorescu war ein bekannter Arzt. Thedorescu studierte Mathematik an der Universität Bukarest mit dem Abschluss 1954 und wurde 1958 bei Octav Onicescu (Continuous time Markov Processes and Random Systems with Complete Connections) promoviert (die Habilitation folgte 1967 in Bukarest). Er war zunächst am Mathematischen Institut der rumänischen Akademie der Wissenschaften und wurde 1964 Direktor der Abteilung industrielle Statistik am neu gegründeten Zentrum für mathematische Statistik der rumänischen Akademie der Wissenschaften. 1968 bis zur Emeritierung 1999 forschte und lehrte er an der Universität Laval.
1986 wurde er Fellow des Institute of Mathematical Statistics und 1989 der American Society for Quality. Er war Ehrenmitglied der Statistical Society of Canada (SSC) und der Societatea de Probabilitati si Statistica din Romania.
1970 bis 2000 war er Mitherausgeber der Zeitschrift Optimization, 1981 bis 2003 von Statistics and Decisions, 1976 bis 1999 der Les Annales Sciences Mathématiques du Québec und 2002 bis 2007 von Revstat.
1972/73 war er Vizepräsident der Statistical Science Association of Canada.
Er war in erster Ehe mit Anca Florescu verheiratet, mit der er einen Sohn Dan Theodorescu (* 1962) hatte, der Professor für Urologie an der University of Virginia wurde. Nach der Scheidung 1982 heiratete er Marie-José Michiels, mit der er einen Sohn und eine Tochter hatte.

## Schriften
- mit Marius Iosifescu: Random Processes and Learning, Grundlehren der mathematischen Wissenschaften 150, Springer 1969
- mit Walter Hengartner: Concentration Functions, Academic Press 1973
- mit Emile M. J. Bertin, Ioan Cuculescu: Unimodality of Probability Measures, Kluwer 1997